# Abel P. Upshur

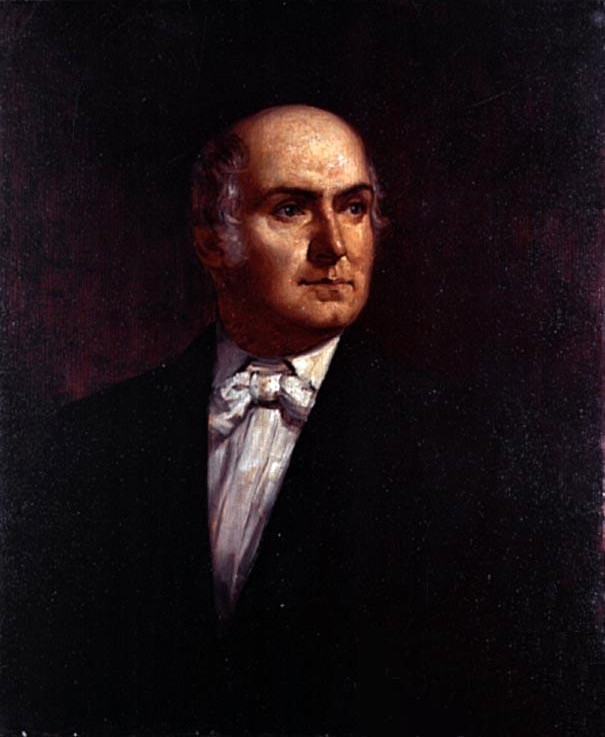
Abel P. Upshur

Abel Parker Upshur (* 17. Juni 1790 in Northampton County, Virginia; † 28. Februar 1844 auf dem Dampfer USS Princeton auf dem Potomac River, Maryland) war ein US-amerikanischer Jurist, Politiker (Whig Party) und Außenminister.
Upshur studierte Jura an der Universität Yale und an der Universität Princeton. Nach seiner Zulassung 1810 ging er zuerst nach Baltimore, Maryland und eröffnete dann eine eigene Kanzlei in Richmond. Ab dieser Zeit nahm er auch aktiv am politischen Geschehen teil. Ab 1812 war er Mitglied des Virginia House of Delegates. Seine politische Karriere bekam nationale Bedeutung, als ihn der neue Präsident John Tyler in sein Kabinett aufnahm und ihn am 11. Oktober 1841 zum Marineminister machte. Dieses Amt prägte er durch Reformation und Reorganisation der Marine und hielt dieses Amt bis zum 23. Juli 1843. Einen Tag später, also am 24. Juli 1843, ernannte ihn Präsident Tyler zum Außenminister und somit zum Nachfolger von Daniel Webster. Dieses Amt hielt er inne bis zu seinem Tod am 28. Februar 1844. Sein Nachfolger als Außenminister wurde John C. Calhoun.
Upshur starb auf dem Dampfer „USS Princeton“ während einer Kreuzfahrt auf dem Potomac River, als eines der Geschütze an Bord explodierte. Er ist auf dem Congressional Cemetery in Washington, D.C. beigesetzt. Nach ihm wurde u. a. der Zerstörer USS Abel P. Upshur (DD-193) benannt, das Upshur County, West Virginia, das Upshur County, Texas, ebenso die Upshur Street im Nordwesten von Washington.